# 파푸아뉴기니의 총독
파푸아뉴기니의 총독(Governor-General of Papua New Guinea)은 파푸아뉴기니의 사실상 국가원수이다. 파푸아뉴기니는 영국 연방 왕국 소속 국가로서 총독은 영국의 군주의 대리자로서 재임하며, 정치적 실권은 정부 수반인 파푸아뉴기니의 총리에게 있다. 국회가 지명하고 영국의 군주가 임명하여 선출된다. 현재 파푸아뉴기니의 총독은 2017년부터 재임 중인 밥 다다에(Bob Dadae)이다.

## 같이 보기
- 파푸아뉴기니의 총리
- 영국 연방 왕국